# Henryk Böhme
Henryk Böhme, także Henricus Boemus (urodz. ?, zm. ?) – rycerz zakonu krzyżackiego, członek pierwszego poselstwa zakonu na ziemie polskie. 

## Życiorys
Henryk urodził się w rodzinie wasali wójtów Gery i Weidy w Turyngii oraz Plauen w Saksonii. 
Najprawdopodobniej był członkiem konwentu w Halle. 
W roku 1228 wszedł w skład trzyosobowego poselstwa, które przybyło do Polski. W skład poselstwa oprócz Henryka wchodzili: Filip von Halle oraz Konrad, rycerz nie będący bratem zakonnym. W maju 1228 roku poselstwo krzyżackie w Mogile koło Krakowa spotkało się z biskupem pruskim Chrystianem. Podczas spotkania biskup Chrystian nadał dziesięcinę na rzecz zakonu krzyżackiego w tych dobrach ziemi chełmińskiej, które zakon wcześniej otrzymał od księcia mazowieckiego Konrada. 
Brak jest natomiast jakichkolwiek informacji o pobycie Henryka Böhme w ziemi chełmińskiej. 